# Sławomir Kuczko
Sławomir Kuczko (Koszalin, 25 de junio de 1985) es un deportista polaco que compitió en natación, especialista en el estilo braza.
Ganó una medalla de oro en el Campeonato Europeo de Natación de 2006 y tres medallas en el Campeonato Europeo de Natación en Piscina Corta entre los años 2004 y 2006.

## Palmarés internacional
| Campeonato Europeo                  | Campeonato Europeo   | Campeonato Europeo | Campeonato Europeo |
| Año                                 | Lugar                | Medalla            | Prueba             |
| ----------------------------------- | -------------------- | ------------------ | ------------------ |
| 2006                                | Budapest (Hungría)   | Medalla de oro     | 200 m braza        |
| Campeonato Europeo en Piscina Corta |                      |                    |                    |
| Año                                 | Lugar                | Medalla            | Prueba             |
| 2004                                | Viena (Austria)      | Medalla de plata   | 200 m braza        |
| 2005                                | Trieste (Italia)     | Medalla de oro     | 200 m braza        |
| 2006                                | Helsinki (Finlandia) | Medalla de plata   | 200 m braza        |